# Championnat de France de rugby à XIII 2013-2014
Navigation
Édition précédente Édition suivante
Le Championnat de France de rugby à XIII 2013-14 ou Élite 2013-2014 est la 76e édition de la plus importante compétition de rugby à XIII en France. Le calendrier de la compétition s'étend de septembre 2013 au 10 mai 2014.
Organisé sous l'égide de la Fédération française de rugby à XIII, le championnat est composé de huit équipes après les retraits du champion de France en titre le S.M. Pia et du R.C. Lescure-Arthès, et la promotion de Palau XIII. Devant le faible nombre de clubs engagés, la Fédération a mis en place une nouvelle formule de championnat en trois phases. Une première phase où les équipes se rencontrent lors d'une phase de saison régulière où s'affrontent sur deux rencontres chacune des équipes, une seconde phase avec de mini-championnats disputés en y intégrant des clubs de deuxième division, puis une troisième phase à élimination directe pour se ponctuer par une finale en match unique le 10 mai 2014. Pour les équipes participantes, le championnat est entrecoupé par la Coupe de France.
Enfin, un club français est représenté par sa réserve dans ce championnat, le Saint-Estève XIII Catalan pour les Dragons Catalans qui évoluent en Super League.
Le XIII Limouxin remporte la première phase mais ne soutient pas le niveau lors de la deuxième phase où le Toulouse Olympique XIII s'affirme comme le favori. Ce dernier confirme ce statut en remportant le titre 38-12 face au F.C. Lézignan devant près de 7 300 spectateurs. Il s'agit du cinquième titre de son histoire (après 1965, 1973, 1975 et 2000), réalisant même le doublé de son histoire avec le gain de la Coupe de France.

## Format
Le calendrier est composé de trois phases :

### Première phase
Trois groupes sont formés, le premier regroupant les huit meilleures clubs de France appelé Elite 1, puis deux autres groupes regroupant chacune six clubs suivant leur situation géographique appelés Poule Elite 2 Ouest et Poule Elite 2 Est.
| Club                   |
| ---------------------- |
| Avignon                |
| Carcassonne            |
| Lézignan               |
| Limoux                 |
| St Estève XIII Catalan |
| Toulouse               |
| Villeneuve             |
| Palau-del-Vidre        |

| Club             |
| ---------------- |
| Albi             |
| Saint-Gaudens    |
| Tonneins         |
| Toulouse Broncos |
| Villefranche     |
| Réalmont         |

| Club              |
| ----------------- |
| Lescure           |
| Baho              |
| Carpentras        |
| Cavaillon         |
| Lyon Villeurbanne |
| Montpellier       |

## Liste des équipes en compétition
| \| SO Avignon AS Carcassonne FC Lézignan XIII Limouxin Saint-Estève XIII catalan Toulouse olympique XIII Villeneuve RL Palau XIII \| Clubs évoluant dans le Championnat de France en 2013-2014. |
| SO Avignon AS Carcassonne FC Lézignan XIII Limouxin Saint-Estève XIII catalan Toulouse olympique XIII Villeneuve RL Palau XIII                                                                  |

## Classement de la première phase
| Rang | Club            | J  | V | N | D  | Bo | Bd | Pm  | Pe  | Diff | Pts |
| ---- | --------------- | -- | - | - | -- | -- | -- | --- | --- | ---- | --- |
| 1    | Limoux          | 14 | 9 | 2 | 3  | 4  | -  | 381 | 336 | +45  | 33  |
| 2    | Toulouse        | 14 | 7 | 3 | 4  | 5  | -  | 370 | 258 | +112 | 30  |
| 3    | Saint-Estève    | 14 | 7 | 2 | 5  | 5  | -  | 331 | 279 | +52  | 28  |
| 4    | Lézignan        | 14 | 6 | 0 | 8  | 9  | -  | 306 | 289 | +17  | 25  |
| 5    | Villeneuve      | 14 | 6 | 1 | 7  | 7  | -  | 313 | 307 | +6   | 25  |
| 6    | Carcassonne     | 14 | 7 | 1 | 6  | 3  | -  | 288 | 306 | -18  | 24  |
| 7    | Avignon         | 14 | 5 | 2 | 7  | 5  | -  | 330 | 393 | -63  | 24  |
| 8    | Palau-del-Vidre | 14 | 3 | 1 | 10 | 5  | -  | 293 | 444 | -151 | 16  |

|  | Qualifiés pour la deuxième phase Groupe A      |
|  | Qualifiés pour la deuxième phase Groupe B ou C |

### Résultats
L'équipe qui reçoit est indiquée dans la colonne de gauche.
| Clubs              | AVI   | CAR   | LEZ   | LIM   | PAL   | STE   | TOU   | VILL  |
| ------------------ | ----- | ----- | ----- | ----- | ----- | ----- | ----- | ----- |
| Avignon            |       | 12-17 | 22-16 | 66-16 | 18-18 | 12-14 | 29-22 | 31-30 |
| Carcassonne        | 18-18 |       | 26-8  | 23-22 | 66-12 | 23-28 | 18-10 | 20-2  |
| Lézignan           | 34-22 | 35-10 |       | 22-26 | 30-28 | 8-20  | 18-30 | 33-24 |
| Limoux             | 34-22 | 33-18 | 27-23 |       | 34-24 | 20-20 | 20-20 | 32-30 |
| Palau-del-Vidre    | 30-32 | 31-16 | 0-28  | 8-48  |       | 38-22 | 18-38 | 36-24 |
| Saint-Estève       | 56-12 | 16-17 | 26-15 | 20-24 | 34-26 |       | 18-18 | 11-16 |
| Toulouse           | 50-8  | 54-8  | 18-6  | 16-29 | 24-12 | 26-38 |       | 20-12 |
| Villeneuve-sur-Lot | 38-26 | 25-8  | 10-30 | 24-16 | 32-12 | 24-8  | 24-24 |       |

|  | Victoire à domicile |  | Match nul |  | Défaite à domicile |

## Classement de la deuxième phase

### Groupe A
Le groupe A réunit les quatre meilleures équipes de la première phase de la poule Elite 1.
| Rang | Club                      | J | V | N | D | Bo | Bd | Pm  | Pe  | Diff | Pts |
| ---- | ------------------------- | - | - | - | - | -- | -- | --- | --- | ---- | --- |
| 1    | Toulouse                  | 6 | 5 | 0 | 1 | 1  | -  | 178 | 122 | +56  | 16  |
| 2    | Lézignan                  | 6 | 4 | 1 | 1 | 1  | -  | 153 | 122 | +31  | 15  |
| 3    | Saint-Estève XIII catalan | 6 | 2 | 1 | 3 | 1  | -  | 148 | 147 | +1   | 9   |
| 4    | Limoux                    | 6 | 0 | 0 | 6 | 3  | -  | 102 | 200 | -98  | 3   |

|  | Qualifiés pour les demi-finales de la phase Elite 1     |
|  | Qualifiés pour les quarts-de-finale de la phase Elite 1 |

### Groupe B
Le groupe B réunit les 5e et 6e de la première phase de la poule Elite 1 ainsi que le premier de la première phase de la poule Elite 2 Est et le deuxième de la première phase de la poule Elite 2 Ouest
| Rang | Club               | J | V | N | D | Bo | Bd | Pm  | Pe  | Diff | Pts |
| ---- | ------------------ | - | - | - | - | -- | -- | --- | --- | ---- | --- |
| 1    | Villeneuve-sur-Lot | 6 | 5 | 0 | 1 | 0  | -  | 254 | 114 | +140 | 15  |
| 2    | Palau-del-Vidre    | 6 | 3 | 1 | 2 | 1  | -  | 188 | 112 | +76  | 15  |
| 3    | Baho               | 6 | 3 | 0 | 3 | 1  | -  | 128 | 192 | -64  | 10  |
| 4    | Réalmont           | 6 | 0 | 1 | 5 | 2  | -  | 102 | 254 | -152 | 4   |

|  | Qualifiés pour les barrages de la phase Elite 1 |
|  | Qualifiés pour les barrages de la phase Elite 2 |

### Groupe C
Le groupe C réunit les 4e et 8e de la première phase de la poule Elite 1 ainsi que le premier de la première phase de la poule Elite 2 Ouest et le deuxième de la première phase de la poule Elite 2 Est.
| Rang | Club              | J | V | N | D | Bo | Bd | Pm  | Pe  | Diff | Pts |
| ---- | ----------------- | - | - | - | - | -- | -- | --- | --- | ---- | --- |
| 1    | Carcassonne       | 6 | 6 | 0 | 0 | 0  | -  | 300 | 66  | +234 | 18  |
| 2    | Avignon           | 6 | 4 | 0 | 2 | 2  | -  | 228 | 94  | +134 | 14  |
| 3    | Albi              | 6 | 1 | 0 | 5 | 2  | -  | 75  | 202 | -127 | 5   |
| 4    | Lyon-Villeurbanne | 6 | 1 | 0 | 5 | 0  | -  | 44  | 285 | -241 | 3   |

|  | Qualifiés pour les barrages de la phase Elite 1 |
|  | Qualifiés pour les barrages de la phase Elite 2 |

## Phase finale
Les deux premiers de la phase régulière sont directement qualifiés pour les demi-finales. En matchs de barrage pour attribuer les deux autres places, le troisième reçoit le sixième et le quatrième reçoit le cinquième. Les vainqueurs affrontent respectivement le deuxième et le premier.
|  | 1er tour           | 1er tour                  | 1er tour           |    | 1/4 de finale | 1/4 de finale | 1/4 de finale |  | 1/2 finale | 1/2 finale | 1/2 finale |          | Finale | Finale | Finale |
|  |                    |                           |                    |    |               |               |               |  |            |            |            |          |        |        |        |
|  |                    |                           |                    |    |               |               |               |  |            |            |            |          |        |        |        |
|  |                    | -                         | -                  |    |               |               |               |  |            |            |            |          |        |        |        |
|  |                    |                           | -                  |    |               |               |               |  |            |            |            |          |        |        |        |
|  |                    |                           | -                  | -  |               |               |               |  |            |            |            |          |        |        |        |
|  |                    |                           | -                  | -  |               |               |               |  |            |            |            |          |        |        |        |
|  |                    |                           |                    |    |               |               |               |  |            |            |            |          |        |        |        |
|  |                    |                           |                    |    |               |               |               |  |            |            |            |          |        |        |        |
|  |                    |                           |                    |    | Toulouse      | 30            |               |  |            |            |            |          |        |        |        |
|  |                    |                           |                    |    |               |               |               |  |            |            |            |          |        |        |        |
|  |                    | Villeneuve-sur-Lot        | 14                 |    |               |               |               |  |            |            |            |          |        |        |        |
|  |                    | Villeneuve-sur-Lot        | 14                 |    |               |               |               |  |            |            |            |          |        |        |        |
|  |                    |                           |                    |    |               |               |               |  |            |            |            |          |        |        |        |
|  |                    |                           |                    |    |               |               |               |  |            |            |            |          |        |        |        |
|  |                    | Limoux                    | 21                 |    |               |               |               |  |            |            |            |          |        |        |        |
|  |                    |                           | 21                 |    |               |               |               |  |            |            |            |          |        |        |        |
|  |                    |                           | Villeneuve-sur-Lot | 28 |               |               |               |  |            |            |            |          |        |        |        |
|  | Villeneuve-sur-Lot | 29                        | Villeneuve-sur-Lot | 28 |               |               |               |  |            |            |            |          |        |        |        |
|  | Villeneuve-sur-Lot | 29                        |                    |    |               |               |               |  |            |            |            |          |        |        |        |
|  | Avignon            | 18                        |                    |    |               |               |               |  |            |            |            |          |        |        |        |
|  | Avignon            | 18                        |                    |    |               |               |               |  |            |            |            | Toulouse | 38     |        |        |
|  |                    |                           |                    |    |               |               |               |  |            |            |            | Toulouse | 38     |        |        |
|  |                    | Lézignan                  | 12                 |    |               |               |               |  |            |            |            |          |        |        |        |
|  |                    | Lézignan                  | 12                 |    |               |               |               |  |            |            |            |          |        |        |        |
|  |                    |                           |                    |    |               |               |               |  |            |            |            |          |        |        |        |
|  |                    |                           |                    |    |               |               |               |  |            |            |            |          |        |        |        |
|  |                    | -                         | -                  |    |               |               |               |  |            |            |            |          |        |        |        |
|  |                    |                           | -                  |    |               |               |               |  |            |            |            |          |        |        |        |
|  |                    |                           | -                  | -  |               |               |               |  |            |            |            |          |        |        |        |
|  |                    |                           | -                  | -  |               |               |               |  |            |            |            |          |        |        |        |
|  |                    |                           |                    |    |               |               |               |  |            |            |            |          |        |        |        |
|  |                    |                           |                    |    |               |               |               |  |            |            |            |          |        |        |        |
|  |                    |                           |                    |    | Lézignan      | 26            |               |  |            |            |            |          |        |        |        |
|  |                    |                           |                    |    |               |               |               |  |            |            |            |          |        |        |        |
|  |                    | Saint-Estève XIII catalan | 10                 |    |               |               |               |  |            |            |            |          |        |        |        |
|  |                    | Saint-Estève XIII catalan | 10                 |    |               |               |               |  |            |            |            |          |        |        |        |
|  |                    |                           |                    |    |               |               |               |  |            |            |            |          |        |        |        |
|  |                    |                           |                    |    |               |               |               |  |            |            |            |          |        |        |        |
|  |                    | Saint-Estève XIII catalan | 28                 |    |               |               |               |  |            |            |            |          |        |        |        |
|  |                    |                           | 28                 |    |               |               |               |  |            |            |            |          |        |        |        |
|  |                    |                           | Carcassonne        | 16 |               |               |               |  |            |            |            |          |        |        |        |
|  | Carcassonne        | 52                        | Carcassonne        | 16 |               |               |               |  |            |            |            |          |        |        |        |
|  | Carcassonne        | 52                        |                    |    |               |               |               |  |            |            |            |          |        |        |        |
|  | Palau-del-Vidre    | 26                        |                    |    |               |               |               |  |            |            |            |          |        |        |        |

### Barrages
| | Carcassonne | 52 - 26 | Palau-del-Vidre |  |
| Essai(s) : Towers (15e, 31e, 61e), Pau (22e, 79e), Soubeyras (26e), Grésèque (35e), Jacquet (51e) Transformation(s) : Grésèque (15e, 22e, 26e, 31e, 35e, 51e, 61e, 79e) |             | Essai(s) : Pilate (39e, 49e, 58e, 71e) Transformation(s) : Marginet (39e, 49e, 58e, 71e) Pénalité(s) : Marginet (19e) |                 |  |
| |             | |                 |  |

| | Villeneuve-sur-Lot | 29 - 18 | Avignon |  |
| Essai(s) : Curran (12e), Bachoukh (20e), Villegas (31e), Bromley (46e), Nicolas (79e) Transformation(s) : Albert (20e, 46e) Pénalité(s) : Albert (44e, 74e) Drop(s) : Albert (76e) |                    | Essai(s) : Armani (7e), Comtat (16e), Bonnet (39e) Transformation(s) : Gigot (39e) Pénalité(s) : Gigot (25e, 53e) |         |  |
| |                    | |         |  |

### Quarts-de-finale
| 20 avril 2014 15h15 | Limoux | 21 - 28 (9 - 10) | Villeneuve-sur-Lot | Stade de l'Aiguille, Limoux |
| 20 avril 2014 15h15 | Essai(s) : Albérola (1re), Mayans (64e, 70e) Transformation(s) : Murcia (1re, 64e, 70e) Pénalité(s) : Murcia Drop(s) : Albérola |                  | Essai(s) : Gossard (6e), Moualkia (53e), Escoder (58e), Gautier (80e) Transformation(s) : Albert (6e, 53e, 58e, 80e) Pénalité(s) : Albert | Stade de l'Aiguille, Limoux |
| 20 avril 2014 15h15 | |                  | | Stade de l'Aiguille, Limoux |

| 21 avril 2014 15h00 | Saint-Estève XIII catalan | 28 - 16 (18 - 14) | Carcassonne | Stade Gilbert-Brutus, Perpignan |
| 21 avril 2014 15h00 | Essai(s) : Gossard (24e), Barthau (31e), Rouch (37e), Robin (47e), Raguin (62e) Transformation(s) : Guasch (24e, 31e, 37e, 47e) |                   | Essai(s) : Péault (9e), Grésèque (79e) Transformation(s) : Grésèque (9e, 79e) Pénalité(s) : Grésèque (27e, 40e) | Stade Gilbert-Brutus, Perpignan |
| 21 avril 2014 15h00 | |                   | | Stade Gilbert-Brutus, Perpignan |

### Demi-finales
| 26 avril 2014 | Lézignan | 26 - 10 (10 - 10) | Saint-Estève XIII catalan                                          | Stade des Minimes, Toulouse 4 923 spectateurs Arbitre : Stéphane Vincent |
| 26 avril 2014 | Essai(s) : Calegari (11e), Pulu (58e), Sid (77e) Transformation(s) : Benausse (11e, 58e) Pénalité(s) : Benausse (22e, 34e, 48e, 70e, 80e) |                   | Essai(s) : Gossard (5e),Robin (15e) Transformation(s) : Yates (5e) | Stade des Minimes, Toulouse 4 923 spectateurs Arbitre : Stéphane Vincent |
| 26 avril 2014 | |                   |                                                                    | Stade des Minimes, Toulouse 4 923 spectateurs Arbitre : Stéphane Vincent |

| 26 avril 2014 | Toulouse | 30 - 14 (18 - 14) | Villeneuve-sur-Lot                                                          | Stade des Minimes, Toulouse 4 923 spectateurs Arbitre : Cyril Vergnes |
| 26 avril 2014 | Essai(s) : Kheirallah (18e), Maurel (27e, 34e), White (61e), Gonzalez-Trique (72e) Transformation(s) : Kheirallah (18e, 27e, 61e, 72e) Pénalité(s) : Kheirallah (40e) |                   | Essai(s) : Decarnin (7e, 50e), Farid (31e) Transformation(s) : Albert (31e) | Stade des Minimes, Toulouse 4 923 spectateurs Arbitre : Cyril Vergnes |
| 26 avril 2014 | |                   |                                                                             | Stade des Minimes, Toulouse 4 923 spectateurs Arbitre : Cyril Vergnes |

### Finale (10 mai 2014)[1]
(mt : 2 - 14)
Homme du match : Mark Kheirallah
Points marqués :
- Lézignan: 2 essais de Carrère (67e), Ancely (70e) ; 1 transformation de Benausse (67e) ; 1 pénalité de Benausse (12e)
- Toulouse : 6 essais de Kheirallah (4e, 45e, 79e), Quintilla (17e), Wood (61e), Moliner (64e) ; 4 transformations de Kheirallah (4e, 17e, 45e, 61e, 79e) ; 2 pénalités de Kheirallah (74e)

Évolution du score : 0-2, 0-8, 2-8, 2-14, 2-20, 2-26, 2-30, 8-30, 12-30, 12-32, 12-38
Arbitre : Mohammed Drizza
Spectateurs : 7 245
- Toulouse : Mark Kheirallah - Tony Maurel, Bruno Ormeno, Florian Quintilla, Gregory White - Johnathon Ford, Arthur Gonzalez-Trique - Samy Masselot, Kane Bentley, Jérôme Gout, Aaron Wood, Sébastien Planas, Andrew Bentley - Mourad Kriouache, Cyril Moliner, Clément Boyer, Eloni Vunakece - Entraîneur : Sylvain Houlès

- Lézignan : Cyril Stacul - Farid Sid, Vincent Michau, Christophe Calegari, Nicolas Piquemal -  Maxime Benausse, Anthony Carrère - Thibault Ancely, John Boudebza, Ryan O'Hara, Pierre Nègre, Dustin Cooper, Jordi Lignères - Leivaha Pulu, Mathieu Liauzun, Benjamin Lezina, Benjamin Tort

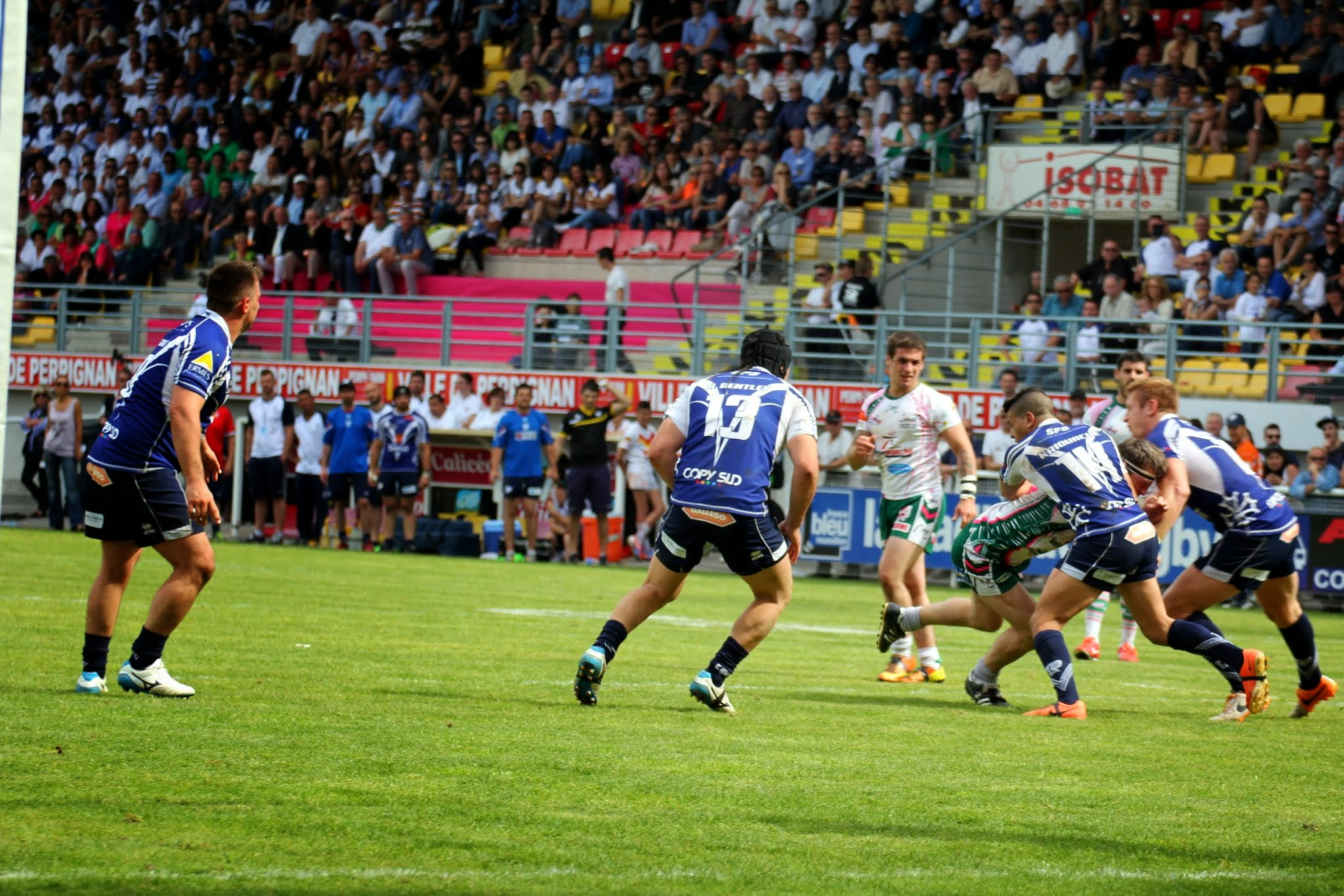
La finale oppose Toulouse (en bleu) à Lézignan (en vert).

La finale oppose Toulouse et Lézignan au stade Gilbert-Brutus de Perpignan qui réunit 7 245 spectateurs. La rencontre est retransmise par France 3 Languedoc-Roussillon et France 3 Midi-Pyrénées. Toulouse compte réaliser le premier doublé de son histoire après sa victoire en Coupe de France tandis que Lézignan entraîné par Aurélien Cologni vise un cinquième titre de Championnat en sept ans. 
La rencontre débute par la blessure du lézignanais Dustin Cooper  après deux minutes de jeu. Toulouse prend rapidement le jeu à son compte ainsi que le score pour mener à la mi-temps 14-2 par des essais de Mark Kheirallah (6e) et de Florian Quintilla (28e).  S'appuyant sur une défense solide sur laquelle bute Lézignan, Toulouse se montre dangereux à chacune de ses offensives. Après un essai de Lézignan par Anthony Carrère refusé par l'arbitre sans assistance video, Toulouse mène alors 14-2 et prend le large en seconde période au score en inscrivant des essais par l'intermédiaire de Keirallah  et Aaron Wood. Lézignan, mené 30-8, inscrit deux essais par Carrère et Thibault Ancely mais s'avoue vaincu par Toulouse qui inscrit en fin de match deux autres essais pour un score final de 38-12. Kheirallah est désigné homme du match. L'entraîneur de Lézignan Cologni estime la victoire de Toulouse méritée.